# This Is the House
This Is the House – singel brytyjskiego zespołu Eurythmics, wydany w 1982 roku.

## Ogólne informacje
Był to trzeci singel w karierze Eurythmics, i podobnie jak poprzednie, nie przyniósł duetowi spodziewanego sukcesu. Nie wszedł na żadne listy przebojów, okazując się komercyjnym niepowodzeniem. Mimo to, rok później został umieszczony na przebojowym albumie Sweet Dreams (Are Made of This). Na stronie B umieszczono nagranie „Home Is Where the Heart Is”.